# Sainte-Colombe-en-Auxois
Pour les articles homonymes, voir Sainte-Colombe.
Sainte-Colombe-en-Auxois, anciennement appelée Sainte-Colombe, est une commune française située dans le département de la Côte-d'Or en région Bourgogne-Franche-Comté.

## Géographie

### Climat
Pour des articles plus généraux, voir Climat de la Bourgogne-Franche-Comté et Climat de la Côte-d'Or.
En 2010, le climat de la commune est de type climat des marges montargnardes, selon une étude du Centre national de la recherche scientifique s'appuyant sur une série de données couvrant la période 1971-2000. En 2020, Météo-France publie une typologie des climats de la France métropolitaine dans laquelle la commune est exposée à un climat océanique altéré et est dans la région climatique Lorraine, plateau de Langres, Morvan, caractérisée par un hiver rude (1,5 °C), des vents modérés et des brouillards fréquents en automne et hiver.
Pour la période 1971-2000, la température annuelle moyenne est de 10 °C, avec une amplitude thermique annuelle de 16,7 °C. Le cumul annuel moyen de précipitations est de 902 mm, avec 13,6 jours de précipitations en janvier et 8,6 jours en juillet. Pour la période 1991-2020, la température moyenne annuelle observée sur la station météorologique de Météo-France la plus proche, « Semur En Auxois_sapc », sur la commune de Semur-en-Auxois à 12 km à vol d'oiseau, est de 11,2 °C et le cumul annuel moyen de précipitations est de 778,0 mm,. Pour l'avenir, les paramètres climatiques de la commune estimés pour 2050 selon différents scénarios d'émission de gaz à effet de serre sont consultables sur un site dédié publié par Météo-France en novembre 2022.

## Urbanisme

### Typologie
Au 1er janvier 2024, Sainte-Colombe-en-Auxois est catégorisée commune rurale à habitat très dispersé, selon la nouvelle grille communale de densité à 7 niveaux définie par l'Insee en 2022.
Elle est située hors unité urbaine. Par ailleurs la commune fait partie de l'aire d'attraction de Semur-en-Auxois, dont elle est une commune de la couronne,. Cette aire, qui regroupe 54 communes, est catégorisée dans les aires de moins de 50 000 habitants,.

### Occupation des sols
L'occupation des sols de la commune, telle qu'elle ressort de la base de données européenne d’occupation biophysique des sols Corine Land Cover (CLC), est marquée par l'importance des territoires agricoles (78,5 % en 2018), en diminution par rapport à 1990 (81,5 %). La répartition détaillée en 2018 est la suivante : 
prairies (39,8 %), terres arables (38,8 %), forêts (21,5 %). L'évolution de l’occupation des sols de la commune et de ses infrastructures peut être observée sur les différentes représentations cartographiques du territoire : la carte de Cassini (XVIIIe siècle), la carte d'état-major (1820-1866) et les cartes ou photos aériennes de l'IGN pour la période actuelle (1950 à aujourd'hui).

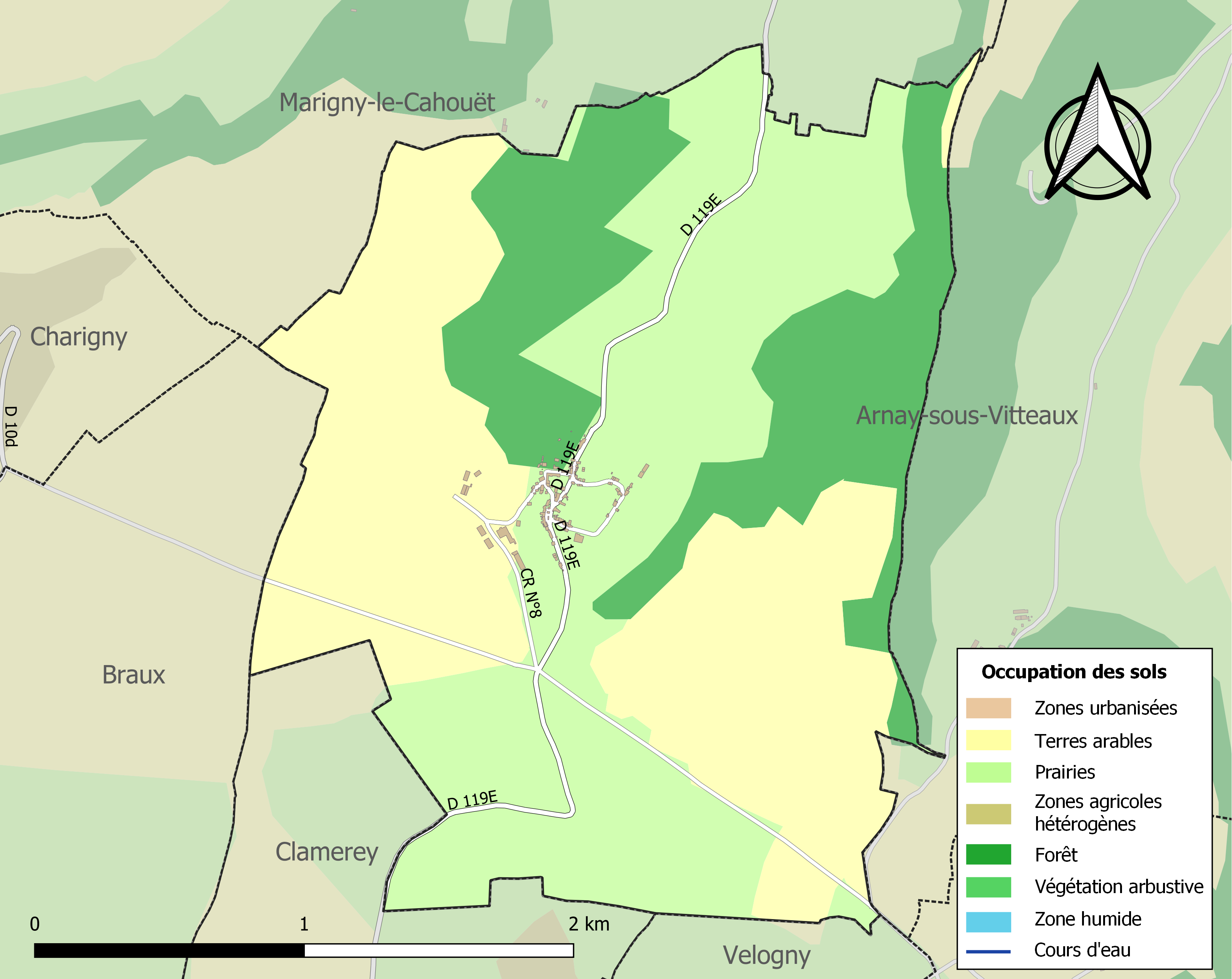
Carte des infrastructures et de l'occupation des sols de la commune en 2018 (CLC).

## Toponymie
Durant la Révolution, la commune de Sainte-Colombe porte le nom de Rochefontaine.

La commune était nommée Sainte-Colombe avant le 6 décembre 2014.

## Histoire
Les premières sources écrites mentionnant Sainte-Colombe évoquent des terres appartenant à une seigneurie qui relève des ducs de Bourgogne ainsi que d'une certaine « Dame de la Roiche » (personne non identifiée). Au XVe siècle, il est attesté que sur ces lieux, il n'y a « ni forteresse, ni foire, ni marché » (1461). On y compte alors 11 feux, soit de 45 à 60 habitants au total.
En 1604, les terres et seigneuries de Marigny-le-Cahouët, La Roche-Vanneau et Sainte-Colombe sont la propriété de François Juvénal des Ursins, marquis de Traînel et chevalier de l'Ordre du Saint-Esprit (depuis 1599), et de son épouse, Guillemette Dorgemont. Le domaine est ensuite cédé à Michel du Faur de Pibrac (et Claude d'Étampes, son épouse).
En 1640, Jacques Filsjean, gouverneur de la chancellerie de Bourgogne et seigneur local, fait construire un château à proximité de l'église médiévale. Par la suite, tout le village se développe autour de l'ascension sociale de cette famille Filsjean qui compte parmi elle plusieurs conseillers du roi aux États de Bourgogne.
Dans la deuxième moitié du XVIIIe siècle, on compte près de 200 habitants à Sainte-Colombe. En 1775, la famille Filsjean est compromise dans les spéculations de la guerre des farines. Jean-Charles Filsjean est mis à mort par la population de Vitteaux sous la Révolution.
Au cours de la période révolutionnaire de la Convention nationale (1792-1795), la commune a porté le nom de Rochefontaine.
Depuis l'année 2012, la commune de Sainte-Colombe-en-Auxois est reconnue Agenda 21 local.

## Politique et administration
| Période                                  | Période    | Identité                    | Étiquette | Qualité                    |
| ---------------------------------------- | ---------- | --------------------------- | --------- | -------------------------- |
| Les données manquantes sont à compléter. |            |                             |           |                            |
| vers 1970                                |            | René Flacelière             |           | Agriculteur                |
| 1983                                     | 1995       | Bernard Flacelière          |           | Agriculteur                |
| mars 2001                                | avril 2014 | Thérèse Flacelière-Dubreuil |           | Agricultrice               |
| avril 2014                               | En cours   | Pierre Faure-Sternad        | SE        | Retraité de l'enseignement |

## Démographie
L'évolution du nombre d'habitants est connue à travers les recensements de la population effectués dans la commune depuis 1793. Pour les communes de moins de 10 000 habitants, une enquête de recensement portant sur toute la population est réalisée tous les cinq ans, les populations de référence des années intermédiaires étant quant à elles estimées par interpolation ou extrapolation. Pour la commune, le premier recensement exhaustif entrant dans le cadre du nouveau dispositif a été réalisé en 2006.

En 2022, la commune comptait 52 habitants, en évolution de −8,77 % par rapport à 2016 (Côte-d'Or : +0,82 %, France hors Mayotte : +2,11 %).
| 1793 | 1800 | 1806 | 1821 | 1836 | 1841 | 1846 | 1851 | 1856 |
| ---- | ---- | ---- | ---- | ---- | ---- | ---- | ---- | ---- |
| 235  | 257  | 273  | 239  | 243  | 227  | 209  | 197  | 198  |

| 1861 | 1866 | 1872 | 1876 | 1881 | 1886 | 1891 | 1896 | 1901 |
| ---- | ---- | ---- | ---- | ---- | ---- | ---- | ---- | ---- |
| 189  | 191  | 202  | 179  | 172  | 198  | 192  | 167  | 158  |

| 1906 | 1911 | 1921 | 1926 | 1931 | 1936 | 1946 | 1954 | 1962 |
| ---- | ---- | ---- | ---- | ---- | ---- | ---- | ---- | ---- |
| 135  | 142  | 131  | 116  | 111  | 97   | 77   | 61   | 64   |

| 1968 | 1975 | 1982 | 1990 | 1999 | 2006 | 2011 | 2016 | 2021 |
| ---- | ---- | ---- | ---- | ---- | ---- | ---- | ---- | ---- |
| 56   | 44   | 45   | 53   | 59   | 67   | 55   | 57   | 54   |

| 2022 | - | - | - | - | - | - | - | - |
| ---- | - | - | - | - | - | - | - | - |
| 52   | - | - | - | - | - | - | - | - |

## Culture locale et patrimoine

### Lieux et monuments
Le château de Sainte-Colombe (XVIIe siècle et première moitié du XVIIIe siècle) fait l'objet d'une inscription au titre des Monuments historiques depuis le 23 août 1991.

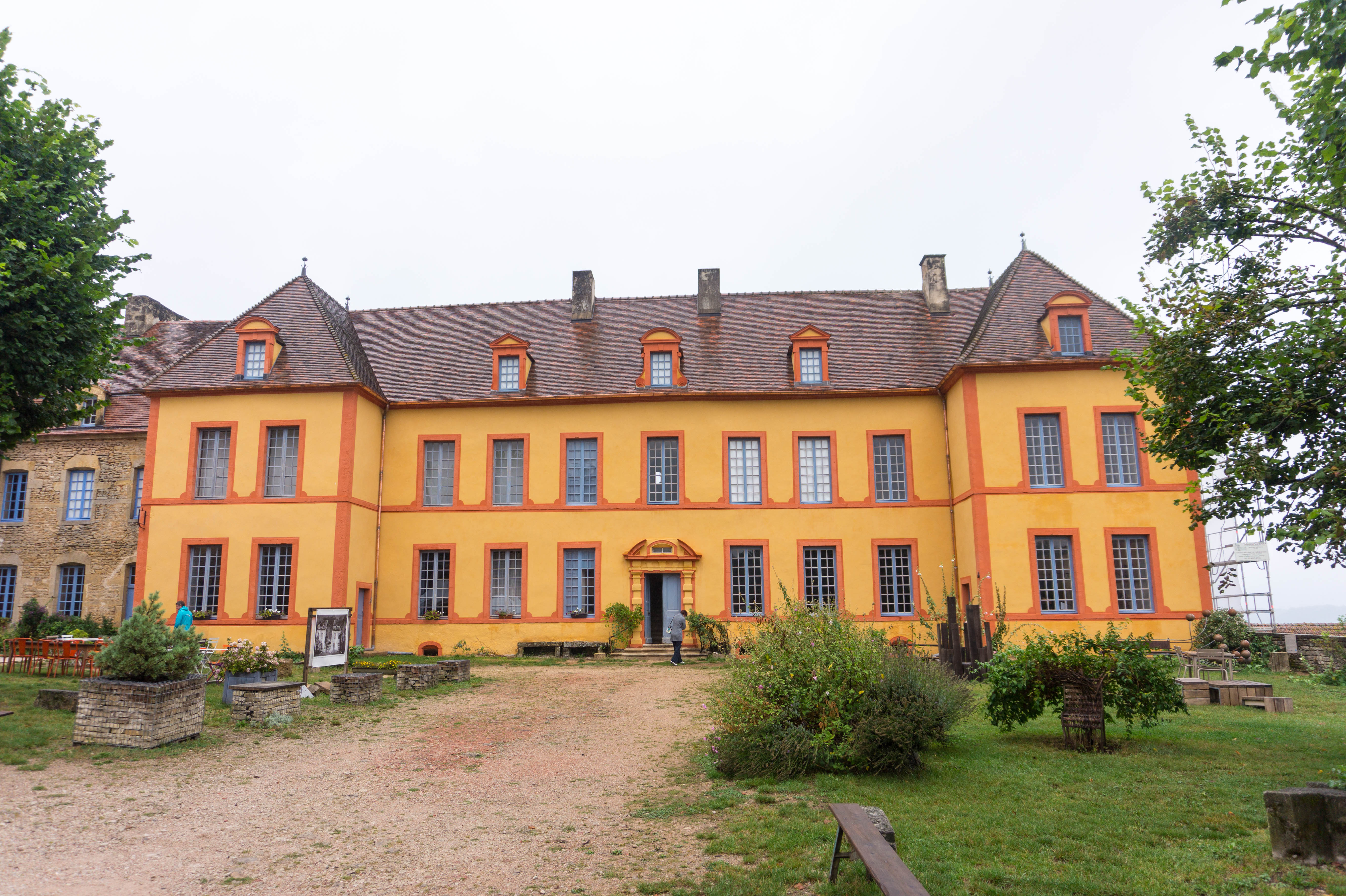
Château de Sainte-Colombe-en-Auxois
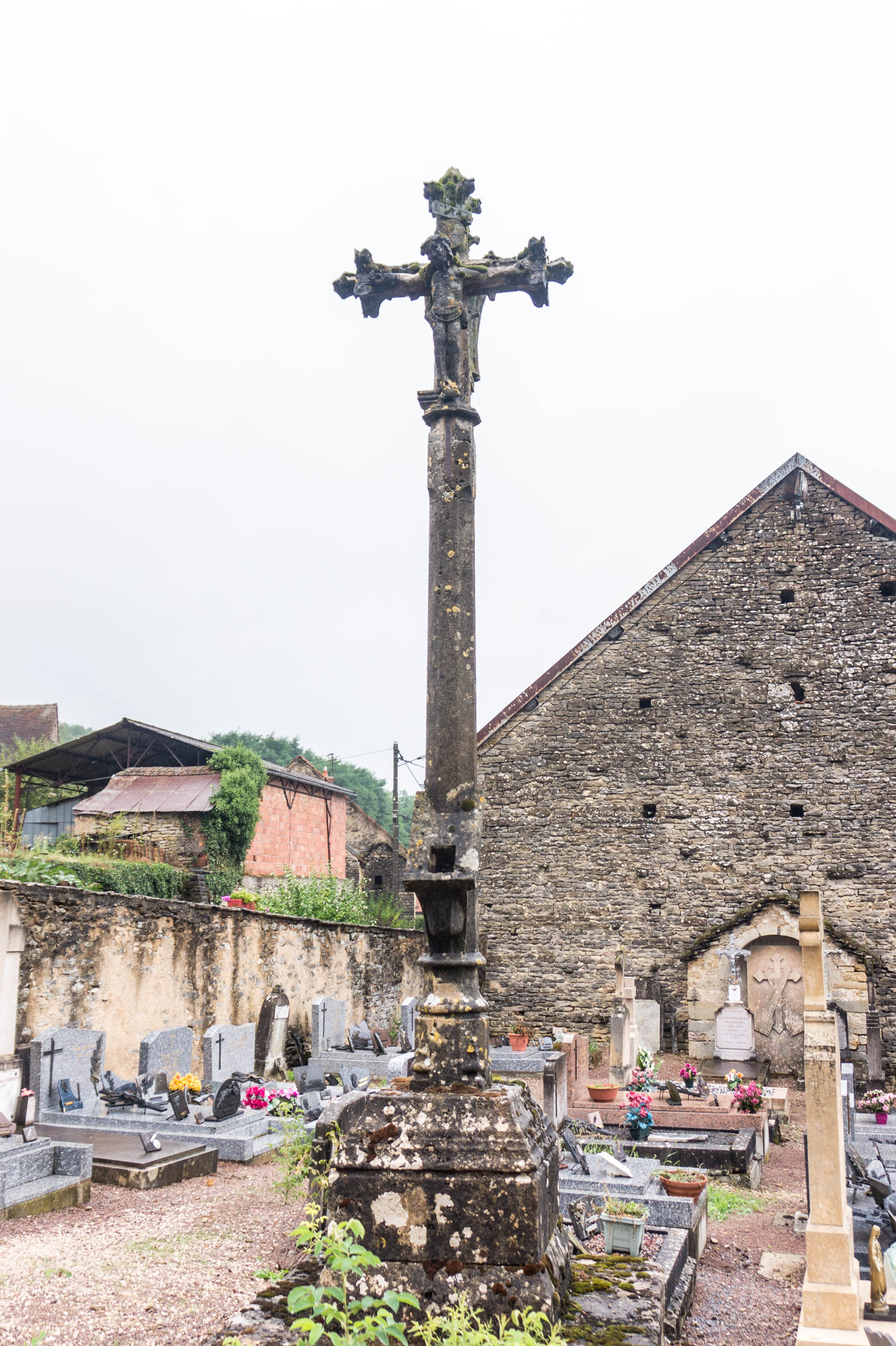
Croix du cimetière, classée Monument historique
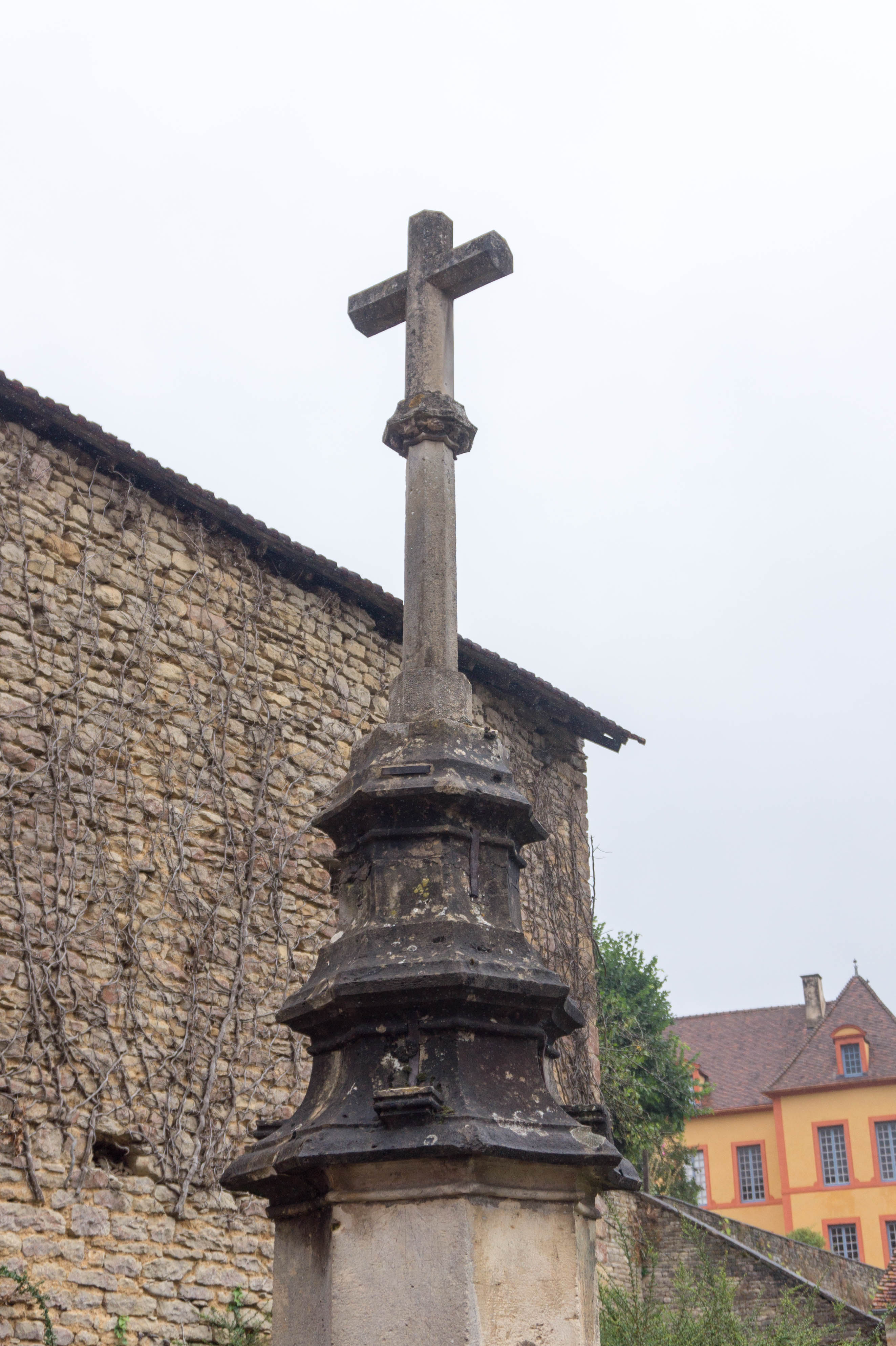
Croix jouxtant l'église, classée Monument historique